# Menas (affranchi)
Pour les articles homonymes, voir Ménas (homonymie).
Menas (latin: Menodorus), est un des marins qui a servi sous le commandement de Sextus Pompée, le fils de Pompée le Grand au Ier siècle av. J.-C., durant la Révolte sicilienne.

## Biographie
Menas est un affranchi de Pompée le Grand. Lorsque le fils de ce dernier, Sextus, s'impose en Sicile en 41 av. J.-C., il devient l'un de principaux chefs de sa flotte. Il prend la Sardaigne en 40 av. J.-C. au nom de Sextus, chassant ainsi le gouverneur nommé par Octave, Marcus Lurius.
L'année suivante, Sextus Pompée et les membres du second triumvirat tentent de négocier un accord de paix. Le biographe Plutarque raconte, dans ses Vies parallèles, comment, pendant l'entrevue à bord du vaisseau de Sextus au moment du Pacte de Misenum en 39 av. J.-C. avec les triumvirs Octave, Marc-Antoine et Lépide, Menas suggéra à Sextus : « ...Oserais-je... rompre les liens et faire de vous le maître, pas seulement de la Sicile et de la Sardaigne, mais de tout l'empire romain ? »
Cependant, Sextus lui répond que cela devrait être fait sans que celui-ci le lui demande, afin de ne pas rompre sa promesse faite aux triumvirs lors du traité. Toutefois, durant l'hiver entre 39 et 38 av. J.-C., Menas rend la Sardaigne et la Corse à Octave en échange d'argent, lui livrant une grande partie de la flotte de Pompée ainsi que plusieurs légions. Il est élevé au rang de chevalier romain entre autres récompenses. Il combat par la suite pour Octave sous le commandement de Caius Calvisius Sabinus lors de la bataille navale de Cumae. En 36 av. J.-C., il rejoint une nouvelle fois Sextus Pompée, mais ce dernier se méfie de lui. Mécontent d'être traité avec suspicion, il change encore de camp et retourne vers Octave. Il est tué lors de la campagne d'Illyrie en 35 av. J.-C.
Menas apparaît comme personnage de théâtre dans Antoine et Cléopâtre de William Shakespeare.